# Aeroportul Internațional Șeremetievo
Aeroportul internațional Șeremetievo (rusă Международный аэропорт Шеремéтьево, engleză Sheremetyevo International Airport; IPA: [ʂɨrʲɪmʲetʲjɪvə]) (IATA: SVO, ICAO: UUEE) este un aeroport internațional situat în Himki, Regiunea Moscova, Rusia, la 29 km (18 mi) nord-vest de centrul Moscovei. Este un hub pentru operațiunile de pasageri ale rus internaționale ale companiei aeriene Aeroflot, și este una dintre cele trei mari aeroporturi care deservesc Moscova, împreună cu Aeroportul Internațional Domodedovo și Aeroportul Vnukovo International (IATA codul oraș pentru Șeremetievo, Domodedovo și Vnukovo este MOW) . În 2015, aeroportul manipulate 31,612,402 pasageri și 256,104 mișcări de aeronave, ceea ce face cel mai aglomerat aeroport al Federației Ruse.

## Istorie
Aeroportul a fost construit inițial ca un obiect militar numit Sheremetyevsky (rusă: Шереметьевский), numit după satul cu același nume. Decretul privind construcția Airdrome central al forțelor aeriene în apropierea așezării Chashnikovo (rusă: Чашниково) la marginea Moscovei a fost emis la 1 septembrie 1953 de Consiliul de Miniștri al Uniunii Sovietice. Aeroportul a devenit operațional la 7 octombrie 1957 la a sărbători a 40-a aniversare a Revoluției din Octombrie. 
Dupa ce sa decis să transforme aeroportul către un civil, Șeremetievo a fost deschis la 11 august anul 1959; primul zbor internațional a avut loc la 1 iunie 1960 până la Aeroportul Schönefeld din Berlin. Noul aeroport a primit numele său pentru două locuri din apropiere: satul Sheremetyevsky și stația de Savelov pe calea ferată cu același nume. Șeremetievo-1 (utilizat de zboruri interne), a fost deschis la 3 septembrie 1964. La 12 septembrie 1967, primul zbor de pasageri programat al Tupolev Tu-134 a plecat de la Șeremetievo (la Stockholm), urmat de primul zbor programat al Iliușin Il -62 (Montreal) la 15 septembrie. Șeremetievo-2, cel mai mare dintre cele două complexe terminale, deschis la 1 ianuarie anul 1980 pentru Jocurile Olimpice de vară din 1980. A fost construit în conformitate cu principiile de proiectare Hannover-Langenhagen Airport, și a fost punctul de sosire și de plecare pentru zborurile internaționale. Zboruri către orașe din Rusia și zborurile charter au sosit și au plecat de la Șeremetievo-1. Nu există nicio legătură fizică între cele două complexe terminale; acestea sunt, în esență aeroporturi separate, care utilizează același set de piste. Aeroportul Pulkovo în Saint Petersburg; Aeroportul internațional Minneapolis-Saint Paul din Minneapolis-Saint Paul, Minnesota; Sydney Airport în New South Wales, Australia; Aeroportul Perth din Australia de Vest; Ferihegy din Budapesta; și Aeroportul Internațional Ninoy Aquino în Manila, Filipine sunt alte exemple.
Din 3 iulie 2010 o pasarelă deschisă între terminalele D, E, F, și terminalul de cale ferată Aeroexpress pe partea de acces public. Începând cu 2 noiembrie 2010, o pasarelă deschisă între terminalele D, E și F de pe partea de securitate. Ambele simplifica transferul între zborurile de tranzit. După reconstrucție, complexul sudic al aeroportului (terminalele D, E și F), va fi capabil de a primi 25 de milioane de pasageri anual. În cele din urmă, după ce partea de nord a aeroportului este reconstruit, aeroportul va avea capacitatea sa primeasca 40 de milioane de pasageri anual. Din 25 decembrie 2009 toate terminalele au fost identificate prin litere (caractere latine), spre deosebire de numere. În decembrie 2011, a fost deschis un nou centru de control regional (ACC). Consolidează colectarea, monitorizarea și controlul diferitelor centre de control ale aeroportului de pe toate organizațiile care afectează funcționarea sa eficientă. Situationala Centrul face, de asemenea, o parte a centrului de control al aeroportului. SC este destinat pentru munca în comun de top-manageri, șefi ai organelor de stat, și partenerii Șeremetievo. Acesta este activat numai în cazul unei situații de urgență. 
Un master plan de 20 de ani (până în 2025), care include încorporarea Terminalul 3, construcția unei a treia piste, precum și extinderea treptată a aeroportului, a fost dezvoltat în septembrie 2008. Planul de master își propune să creeze o strategie de lungă termenul de dezvoltare a terenurilor. Ministerul Transporturilor a acordat aproximativ 2 miliarde $ de la bugetul federal și de 1 miliard $ din fonduri non-bugetare pentru proiectul de modernizare. Contractul pentru a pregăti planul de master aeroportului a fost atribuit lui Scott Wilson Group. În plus, cele două piste ale aeroportului sunt stabilite pentru reconstrucție majore, inclusiv lărgirea și resurfacing. Guvernul Regiunea Moscova a rezervat terenul adiacent pentru un viitor treia pistă.
În luna februarie 2016, Guvernul rus a transferat un pachet cu 68% în aeroportul Șeremetievo către TPS Avia, o companie deținută în comun de către omul de afaceri Arkady Rotenberg, cu condiția firmei investi USD840 milioane de euro pentru modernizarea și extinderea infrastructurii aeroportului.

## Legături extene
Materiale media legate de Aeroportul Internațional Șeremetievo la Wikimedia Commons